# Assaphalla peralata
Assaphalla peralata is een hooiwagen uit de familie Assamiidae. De wetenschappelijke naam van Assaphalla peralata gaat terug op Martens.